# قسم عشاير الريفي (مقاطعة فريدون شهر)
قسم عشاير الريفي (بالفارسية: دهستان عشایر) هي منطقة سكنية تقع في البلدة المركزية في إيران. يقدر عدد سكانها بـ 2,562 نسمة .